# Piotr Dunin ze Skrzynna
Piotr Dunin ze Skrzynna herbu Łabędź (zm. przed 16 sierpnia 1735 roku) – kasztelan radomski w latach 1732–1735, marszałek nadworny królowej, starosta zatorski.
Jako deputat z Senatu podpisał pacta conventa Augusta III Sasa w 1733 roku. W 1735 roku podpisał uchwałę Rady Generalnej konfederacji warszawskiej.